# Kryptid
 Der er for få eller ingen kildehenvisninger i denne artikel, hvilket er et problem. Du kan hjælpe ved at angive troværdige kilder til de påstande, som fremføres i artiklen.

En kryptid er et formodet dyr, der interesserer en kryptozoolog.
Kryptozoologien er læren om de skjulte dyr, de for videnskaben ukendte dyrearter.
Eksempler på kryptider kunne være; bigfoot, Loch Ness-uhyret, mokele-mbembe, chupacabraer, mongolsk dødsorm, formodede havuhyrer osv.
Modsat mytologiske monstre og skabninger som er fantasifostre, mener kryptozoologer at mange kryptider virkelig findes. Nogle mennesker mener også, at de har observeret disse væsner.

## Liste over mystiske væsner

### Afrika
- Adjule
- Mokele-Mbembe
- Nandi-bjørnen

### Asien
- Ahool
- Almas
- Issie
- Mongolsk dødsorm
- Tzuchinoko
- Yeren
- Yeti

### Europa
- Exmoor-uhyret
- Loch Ness-uhyret
- Storsjöodjuret
- Tatzelwurm
- Uglemanden

### Nordamerika
- Bigfoot
- Dover Dæmonen
- Champ
- Frømanden
- Jersey Djævelen
- Minnesota ismanden
- Mølmanden
- Ogopogo
- Tordenfugl

### Sydamerika
- Chupacabra
- Minhocão

### Oceanien
- Bunyip
- New Nessie
- Tasmansk pungulv
- Waitoreke
- Yowie

### Verdenshavene
- Chessie
- Havabe
- Havhest
- Kraken
- Megalodon
- Sømunk